# Signum Laudis
La Signum Laudis ou médaille du Mérite militaire (en allemand :  Militär-Verdienstmedaille ; en hongrois : Katonai Érdemérem ; en croate : Vojna medalja za zasluge) est un décoration militaire honorifique de la monarchie austro-hongroise. Elle est fondée par François-Joseph Ier d'Autriche le 12 mars 1890.

## Histoire
Un décret de l'empereur François-Joseph du 12 mars 1890 institue une médaille militaire honorifique pour service distingué en temps de paix ou de guerre. Elle n'est accordée qu'aux officiers et fonctionnaires de rang équivalent. L'avers représente le portrait de l'empereur avec l'inscription FRANCISCUS JOS. I. D. G. IMP. AUST. REX BOH. ETC. ET REX HUNG. (François-Joseph Ier, Par la Grâce de Dieu, empereur d'Autriche, roi de Bohême etc. et roi de Hongrie.). Sur le revers figure l'inscription SIGNUM LAUDIS (Signe de Louange) entourée d'une couronne de lauriers et de chênes.
La médaille est initialement en bronze. Le 26 mars 1911 est introduite une version en argent pour "plusieurs actions dignes de la gloire impériale". Un décret impérial du 1er avril 1916 crée la "grande médaille du Mérite militaire" (Große Militärverdientsmedaille), version en or décernée pour actions particulièrement dignes d'éloges impériales. Cette dernière version ne fut remise qu'à 30 officiers supérieurs des empires austro-hongrois, allemand et ottoman, dont quatre à deux reprises. Le 3 décembre 1916 est introduite pour les trois rangs une version avec épée et le 22 avril 1917 une modification est apportée sur la couronne et sur le portrait qui représente désormais le nouvel empereur, Charles Ier d'Autriche.

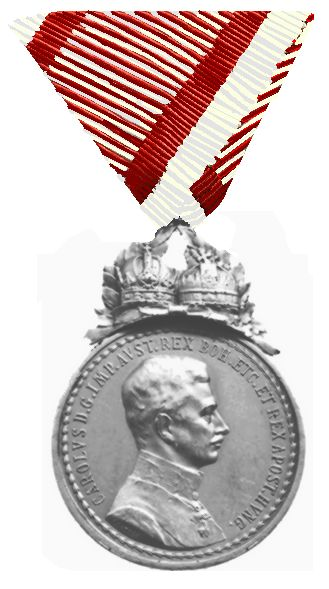
Version de 1917 avec le portrait du nouvel empereur

### Après la Première Guerre mondiale
De nombreuses décorations impériales modifiées subsistent dans la Hongrie du régent Miklós Horthy. Parmi elles, la Signum Laudis qui est ré-établie le 14 juin 1922. La couronne autrichienne est alors remplacée par la Couronne de saint Étienne. Le recto de la médaille reçoit la double croix de Saint-Étienne et le verso l'inscription SIGNUM LAUDIS avec la date 1922. De nouveaux rubans sont également introduits. La dernière attribution date du 14 février 1945.

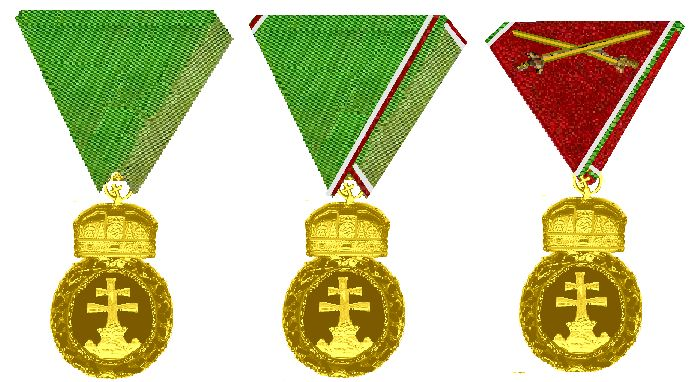
Signum Laudis hongroises : version civile, militaire et en temps de guerre (créée en 1939) avec épée

## Quelques récipiendaires
- Eugène d'Autriche-Teschen, Feldmarschall austro-hongrois
- Eduard von Böhm-Ermolli, Feldmarschall austro-hongrois
- Svetozar Boroevic von Bojna, maréchal austro-hongrois
- Franz Conrad von Hötzendorf, chef de l'état-major austro-hongrois
- Frédéric de Teschen, généralissime de l'armée KuK
- Hermann Kövess, Generalfeldmarschall austro-hongrois
- Miklós Horthy, amiral puis commandant en chef de la flotte austro-hongroise
- Stjepan Sarkotić, général Croate de l'armée austro-hongroise
- Mieczysław Smorawiński, officier austro-hongrois qui sera plus tard général polonais
- Artur Phleps, officier austro-hongrois, plus tard Obergruppenführer SS
- Erich von Falkenhayn, chef suprême de l'armée allemande
- Paul von Hindenburg, Generalfeldmarschall, chef du Grand état-major allemand
- Erich Ludendorff, chef de l'état-major allemand
- Ismail Enver, général Turc
- Mustafa Kemal Atatürk, colonel puis maréchal et homme politique Turc
- Le sergent Teveles, personnage de fiction du roman satirique Le Brave Soldat Chvéïk